# Doedicurus
Doedicurus clavicaudatus
Genre
Espèce
Espèces de rang inférieur
- Doedicurus antiquus
- Doedicurus clavicaudatus (Owen, 1847)
- Doedicurus copei

Doedicurus est un genre éteint de mammifère xénarthre de la famille des glyptodontidés.

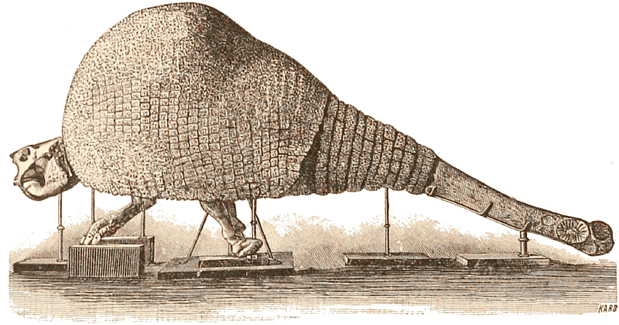
Doedicurus clavacaudictus (fossile).

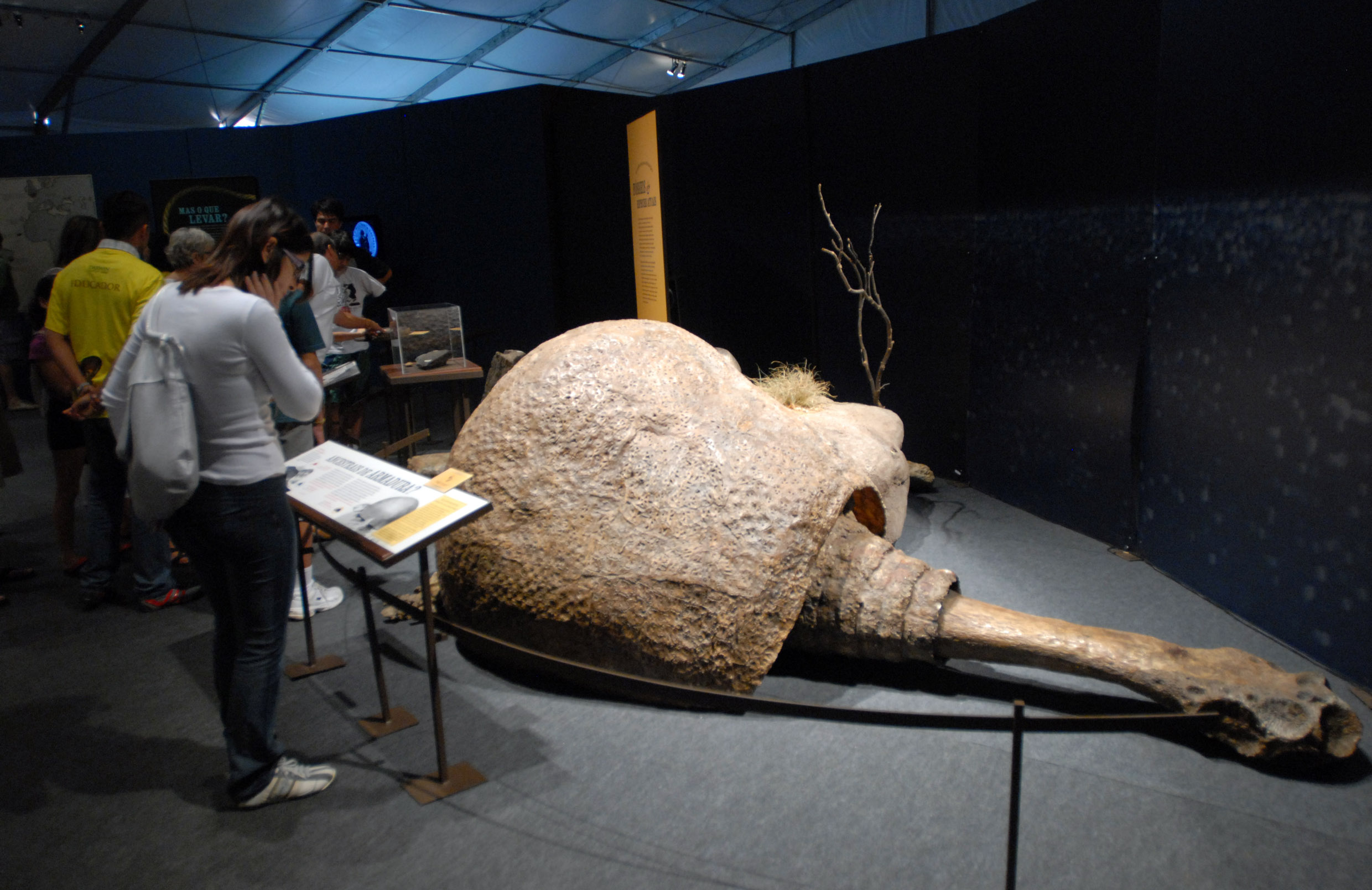
Fossile de Doedicurus au Brésil.

L'espèce Doedicurus clavicaudatus était un glyptodon préhistorique, ayant vécu au Pléistocène jusqu’à la fin de la glaciation de Würm, il y a quelque 11 000 ans. Il est le plus grand des Glyptodontidae connus, et l’un des représentants les mieux connus de la mégafaune du Pléistocène des Amériques, avec une hauteur atteignant deux mètres et une longueur de la tête à la queue d’environ cinq mètres. Il possédait une grande carapace bombée formée de scutelles précisément ajustées, étant en cela assez semblable à son lointain descendant, le tatou. Sa queue était protégée par une gaine osseuse flexible et était terminée par de longs piquants ou des boutons, tout au moins chez les individus mâles.

## Description
L’habitat de D. clavicaudatus était les bois et les prairies ; il était herbivore. Sa queue en forme de pilon (qui lui a donné son nom en latin) lui était probablement plus utile pour affronter ses congénères que pour se défendre de prédateurs tels les smilodons, à la différence de la queue des ankylosaures. En particulier, le champ de vision de l’animal étant très limité, il aurait été contraint à balancer sa queue au hasard. En outre, des carapaces ont été retrouvées qui montrent des fractures produites par une quantité d’énergie très similaire à celle qu’auraient été susceptibles de produire les muscles caudaux de leurs congénères.
La carapace était solidement attachée au bassin, mais moins étroitement aux épaules. Cet emplacement portait un bouclier additionnel plus petit et les paléontologues en ont déduit l’existence d’une bosse graisseuse, semblable à la bosse d'un dromadaire, qui aurait servi à l’animal à stocker de l’énergie en vue de la saison sèche tout en amortissant les chocs lors d’affrontements avec un rival.
Des fossiles de D. clavicaudatus ont été retrouvés en Amérique du Nord et du Sud, en particulier en Argentine. Il n’est pas impossible, étant donné la date tardive de sa disparition définitive, que sa route ait croisé celle des premiers Hommes, voire que ces derniers l’aient chassé.

### Dimensions
Doedicurus faisait à peu près la taille d'une voiture. Il mesurait jusqu'à 5 mètres de long, 2 mètre au garrot et pesait environ trois tonnes.

## Culture populaire
Doedicurus fait une apparition dans l’épisode 5 de la série documentaire produite par la BBC Sur la terre des monstres disparus. Il est également présenté comme l’un des animaux adoptables dans Zoo Tycoon 2 : Animaux disparus.
Doedicurus est aussi un des animaux disparus présent dans le jeu vidéo Ark: Survival Evolved.

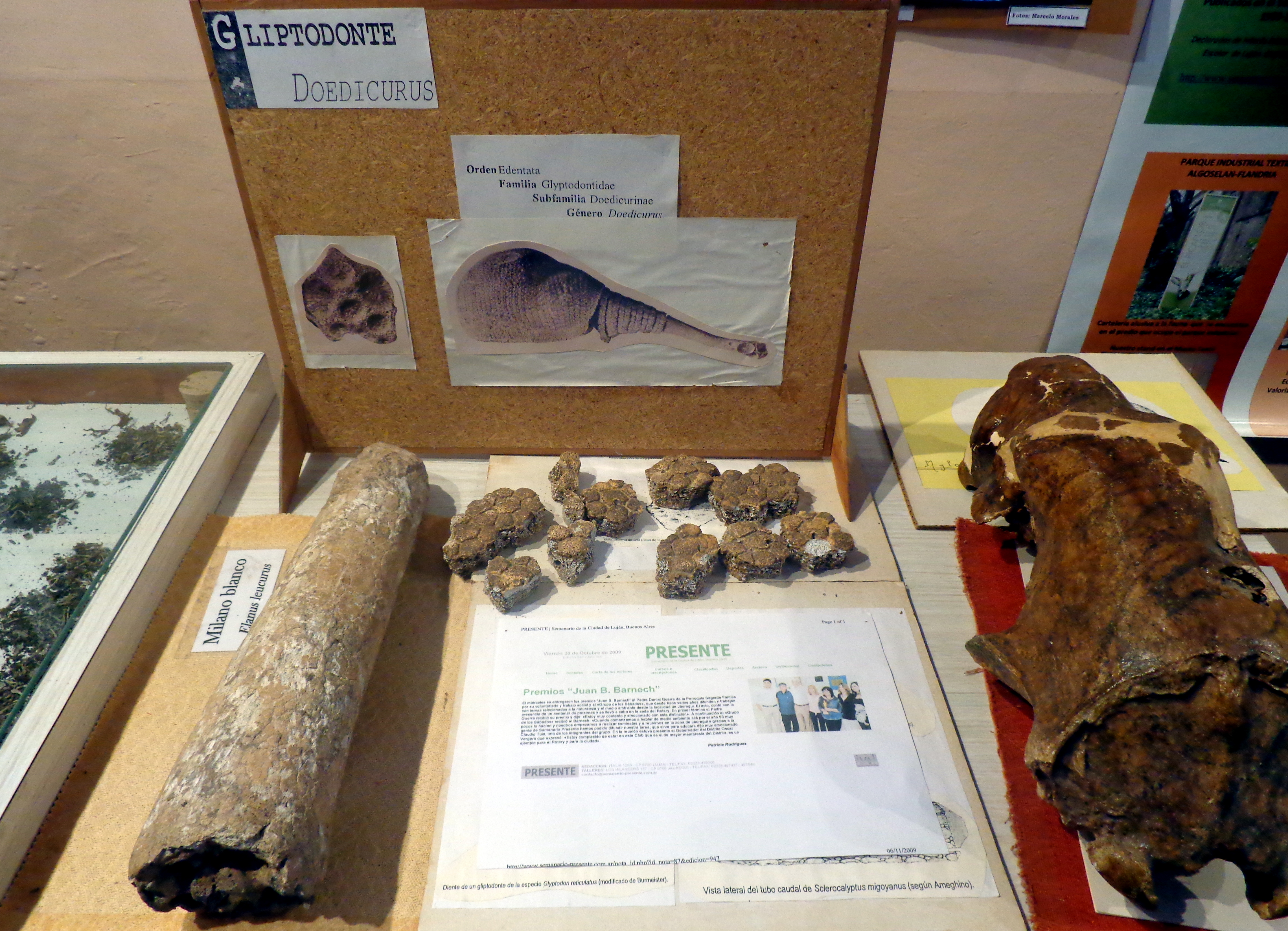
Fossiles de Doedicurus au Musée du textile de Parque Industrial Villa Flandria en Argentine

### Articles
- (en) R. McNeill Alexander, Richard A. Fariña et Sergio F. Vizcaíno, « Tail blow energy and carapace fractures in a large glyptodont (Mammalia, Xenarthra) », Zool. J. Linn. Soc., vol. 126, no 1,‎ mai 1999, p. 41-49 (ISSN 0024-4082, DOI 10.1006/zjls.1997.0179, résumé).